# Brev til Bulganin
"Brev til Bulganin" er en revyvise sunget af Osvald Helmuth i Tivoli-Revyen 1957. Visen er oprindeligt skrevet af østrigeren Gerhard Bronner til Vienna Midnight Cabaret samme år under titlen "Brief an Bulganin", og den har fået dansk tekst af Arvid Müller. Visen er udgivet på albummet I den mellemste køje med et udvalg af Helmuths mest kendte revyviser.
"Brev til Bulganin" er et af de fire revynumre, der er med i kulturkanonen.

## Sangtekst
Visen består af en kort talt introduktion, fire lange vers og en afslutning i form af et kort tillæg. De fire vers er på hver tyve linjer, mens tillægget er på fire linjer.  Der er enderim på linjerne 1-2, 9-11, 15-16, 17-18 og 19-20. Generelt er stavelsesantallet uensartet, idet teksten er skrevet for at blive fremført parlando.
Teksten er udformet som et brev til sovjetiske ministerpræsident Nikolaj Bulganin. Det vises i introduktionen, hvor Helmuth spiller en lille købmand Nielsen (det fremgår senere) siger: "Nå ja. Nu har jeg skrevet til ham. Nu vil jeg se hvad han siger til det. / Højst ærede Hr. Bulganin." Herefter fremfører købmanden sit ærinde, som er at få en forsikring om, at der ikke vil blive krig. Købmanden kæder i sangen sine meget jordnære problemer sammen med den storpolitiske situation i form af den kolde krig, idet der er hul i taget i det skur, hvor han har sine lagervarer opmagasineret, og han kan ikke få sin husvært til at reparere taget, fordi værten mener, at en truende krig gør en sådan indsats nyttesløs, da krigen alligevel vil ødelægge alting.
Købmanden har imidlertid fulgt med i nyhederne og har hørt, at "Hr. Bulganin har sagt med garanti / at han overhovedet ikke er interesseret i krig", og nu vil købmanden gerne have en skriftlig bekræftelse på dette løfte. I fjerde vers inddrager han også Bulganins hovedmodstander, USA's præsident Eisenhower, idet han mener, at det måske er klogest at sikre sig, at denne heller ikke vil have krig. Han foreslår, at de to statsoverhoveder mødes og snakker situationen ordentlig igennem, og han tilbyder, at de kan mødes i hans købmandsbutik: "Her er hvad I skal bruge, her er stol her er bord. / Der skal også nok være kaffe på kanden." Teksten gennemsyres af, at købmand Nielsen er velmenende, men ret naiv.
En perle i visen er den afsluttende udlægning af NB: Natobene.
Den østrigske tekst har samme tema, idet købmanden her hedder Ambrosius Scherzl og har samme problemer med værten og er naiv på samme måde som Nielsen.

## Melodi
Melodien går i 6/8-takt og er skrevet i C-dur.

## Originaludgave
Akkompagnatør til Helmuths fremførelse af visen var Willy Grevelund, der også akkompagnerer på den nævnte albumindspilning.